# 柬中时报
《柬中時報》是柬埔寨的新聞網站，由阮志强於2018年2月5日創立，早期只提供中文報道，2020年開始推出高棉文報道。

## 歷史
《柬中時報》是由柬埔寨華人阮志强於2018年1月開始籌備的新聞媒體，新聞網站於同年2月5日上線，2月8日獲得柬埔寨新闻部批出的新闻网站營業執照，是柬埔寨首個柬埔寨華人建立的新媒體。《柬中時報》面向柬埔寨華人社區，關注當地華人社區和華文教育，還有中柬關係，早期只提供中文報道。2018年7月26日在Android和iOS平台推出手機應用。9月2日，《柬中時報》與東盟頭條新聞社合作，藉著新聞社向國際發佈稿件。
2019年2月，方侨生旗下的加华集团投資了《柬中時報》。同年11月18日，方侨生創辦的《华商日报》與《柬中時報》合併成立柬中文媒体集团，阮志强出任集團總經理。2020年2月1日增設高棉文分站，同年9月9日，推出高棉文分站的Android和iOS平台手機應用。9月中，手機應用登陸华为应用市场。2022年7月，《柬中时报》在西哈努克省設立分社。